# Acchelè-Guzai
L'Acchelè-Guzai è stata una provincia all'interno dell'Eritrea fino al 1996, quando il nuovo governo indipendente dell'Eritrea riorganizzò tutte le province in sei regioni. La popolazione dell'Acchelè-Guzai è composta prevalentemente da seguaci della Chiesa ortodossa eritrea Tewahedo. Tradizionalmente facente parte della Cabessà (Altopiano dell'Eritrea talvolta citato anche come Cobessà, Chebessà), è la zona della città di Decamerè. La provincia è ora per la maggior parte compresa nelle regioni Mar Rosso Meridionale e Debub (o Sud).